# Ручная пила
Ручная пила — плотницкий и столярный инструмент, предназначенный для распиловки древесины.
Пилы по конструкции бывают нескольких видов.
В зависимости от назначения и формы зубьев разделяются на поперечные, продольные, мелкозубые и выкружные.

## Разновидности

### Лучковая пила
Лучковая пила состоит из лучка и натянутого в нём пильного полотна. Лучок состоит из двух стоек, распорки, двух ручек, натяжной тетивы и закрутки. Вместо закрутки может применяться винт с гайкой, соединённые металлической (проволочной) тетивой. Выкружные лучковые пилы предназначены для пиления по кривым линиям.

### Ножовка по дереву
- Широкая ножовка: применяют для распиливания тонких пиломатериалов, выпиливания криволинейных деталей и выполнения сквозных пропилов; для поперечного раскроя досок и брусков, плитных материалов. Общая длина составляет 750 мм, ширина полотна от 60 до 160 мм, толщина от 1 до 1,5 мм. Зубья имеют форму равнобедренного или прямоугольного треугольника. Углы резания и заточки такие же, как у лучковых пил.

- Узкая ножовка: применяют для распиливания тонких пиломатериалов, выпиливания криволинейных деталей и выполнения сквозных пропилов.

- Обушковая пила: служит для выполнения неглубоких пропилов, зарезания и распиливания мелких отрезков древесины; можно использовать при подгонке соединений; зубья имеют форму прямоугольного треугольника.

- Пасовочная пила: разновидность обушковой, обычно используется для выполнения точных угловых (продольных, поперечных) пропилов при изготовлении шиповых соединений, соединений на ус и т. п., часто с использованием столярного стусла. Иногда, для повышения точности и сохранности стусла, выполняется без развода зубьев. Зубья в виде почти равносторонних треугольников без уклона или с небольшим уклоном назад.
- Ножовка-наградка: для несквозного пропиливания пазов под шпонки, а также для выпиливания узких пазов.

### Цепная пила
- Ручная цепная пила — пила с ручками для распилки древесины вручную. Используется как для работы вдвоем, так и в одиночку. Для нормального режима работы пилу необходимо прогибать, опуская (поднимая) при работе рукояти ниже уровня пилящей поверхности, чтобы пила как бы обхватывала дерево при пилении. Большая площадь соприкосновения рабочей поверхности обеспечивает более быстрый результат[1].

### Двуручная пила
Двуручная пила — инструмент со множеством зубьев для резки (распиловки) древесины.
Изготавливается в виде металлической пластины, на рабочей кромке которой расположены зубья. Ручки, как правило, деревянные. Самая производительная из ручных пил.
Такой пилой удобно валить деревья. Пилить лежащее на земле бревно, как и любым другим инструментом, затруднительно (под собственным весом бревно оседает и зажимает место пропила).
Для нормальной работы необходимы подкладки или «козлы».
Предназначена для работы вдвоём, хотя при некоторой сноровке пилить двуручной пилой можно и в одиночку.
Весьма важна правильная заточка и разводка зубьев.

### Ножовка по металлу
Ножовка по металлу — разновидность пилы для разрезания металлических заготовок. Состоит из ножовочной рамки и ножовочного полотна.